# Полозова (Орловская область)
Полозова — деревня в Орловском районе Орловской области России.  В рамках организации местного самоуправления входит в муниципальное образование Орловский муниципальный округ.

## География
Находится в центральной части Орловской области на расстоянии приблизительно 20 км на север по прямой от железнодорожного вокзала станции Орёл.

## История
На карте 1869 года на месте нынешней деревни были отмечены деревни Плешкова и Цветынь. На карте 1941 года уже отмечена была как поселение с 32 дворами. До 2021 года входила в Жиляевское сельское поселение Орловского района.

## Население
| 2010 |
| ---- |
| 4    |

Численность населения: 7 человек (русские 100 %) в 2002 году, 4 в 2010.

## Инфраструктура
Личное подсобное хозяйство с зоной сельскохозяйственного использования, индивидуальная застройка усадебного типа.

## Транспорт
Просёлочные дороги. 